# Ебенсфелд
Ебенсфелд (њем. Ebensfeld) град је у њемачкој савезној држави Баварска. Једно је од 11 општинских средишта округа Лихтенфелс. Према процјени из 2010. у граду је живјело 5.693 становника. Посједује регионалну шифру (AGS) 9478120.

## Географски и демографски подаци
Ебенсфелд се налази у савезној држави Баварска у округу Лихтенфелс. Град се налази на надморској висини од 255 метара. Површина општине износи 68,7 km². У самом граду је, према процјени из 2010. године, живјело 5.693 становника. Просјечна густина становништва износи 83 становника/km².